# Laurent Recouderc
Laurent Recourdec (Toulouse, 10 de dezembro de 1986) é um tenista profissional francês, seu melhor ranking é de N. 124 em simples na ATP. Joga também por Andorra, tendo-o feito nos Jogos dos Pequenos Estados da Europa de 2015.